# Udine
För provinsen, se Udine (provins).
Udine (uttalas med betoning på första stavelsen; på slovenska Videm) är en stad och kommun i norra Italien i regionen Friuli-Venezia Giulia, nära den slovenska gränsen. Den var huvudort i provinsen Udine som upphörde 2018. Kommunen, som hade 99 377 invånare 2018, gränsar till kommunerna Campoformido, Martignacco, Pagnacco, Pasian di Prato, Pavia di Udine, Povoletto, Pozzuolo del Friuli, Pradamano, Reana del Rojale, Remanzacco och Tavagnacco.
Fotbollslaget Udinese kommer från staden. Skådespelerskan och fotografen Tina Modotti föddes i staden. Designbyrån Moroso har sitt säte i staden.